# Huyện Madaripur
Madaripur là một huyện thuộc division Dhaka, Bangladesh. Huyện này có diện tích 1145 km², dân số năm 2002 là 1137008 người, mật độ dân số là 993 người/km².